# ITM2A
ITM2A (англ. Integral membrane protein 2A) – білок, який кодується однойменним геном, розташованим у людей на X-хромосомі. Довжина поліпептидного ланцюга білка становить 263 амінокислот, а молекулярна маса — 29 741.
| 10         |  | 20         |  | 30         |  | 40         |  | 50         |
| ---------- |  | ---------- |  | ---------- |  | ---------- |  | ---------- |
| MVKIAFNTPT |  | AVQKEEARQD |  | VEALLSRTVR |  | TQILTGKELR |  | VATQEKEGSS |
| GRCMLTLLGL |  | SFILAGLIVG |  | GACIYKYFMP |  | KSTIYRGEMC |  | FFDSEDPANS |
| LRGGEPNFLP |  | VTEEADIRED |  | DNIAIIDVPV |  | PSFSDSDPAA |  | IIHDFEKGMT |
| AYLDLLLGNC |  | YLMPLNTSIV |  | MPPKNLVELF |  | GKLASGRYLP |  | QTYVVREDLV |
| AVEEIRDVSN |  | LGIFIYQLCN |  | NRKSFRLRRR |  | DLLLGFNKRA |  | IDKCWKIRHF |
| PNEFIVETKI |  | CQE        |  |            |  |            |  |            |

A: Аланін

C: Цистеїн

D: Аспарагінова кислота

E: Глутамінова кислота

F: Фенілаланін

G: Гліцин

H: Гістидин

I: Ізолейцин

K: Лізин

L: Лейцин

M: Метіонін

N: Аспарагін

P: Пролін

Q: Глутамін

R: Аргінін

S: Серин

T: Треонін

V: Валін

W: Триптофан

Задіяний у такому біологічному процесі, як альтернативний сплайсинг. 
Локалізований у мембрані.